# Firenze Tennis Cup 2018
Il Firenze Tennis Cup 2018 è stata la prima edizione del torneo maschile dell'ATP Challenger Tour di tennis di Firenze. Si è giocato al Circolo del Tennis Firenze dal 1 al 7 Ottobre 2018.

## Partecipanti

### Teste di serie
| Nazionalità          | Giocatore               | Ranking* | Testa di serie |
| -------------------- | ----------------------- | -------- | -------------- |
| Italia (bandiera)    | Lorenzo Sonego          | 89       | 1              |
| Spagna (bandiera)    | Roberto Carballés Baena | 94       | 2              |
| Spagna (bandiera)    | Pablo Andújar           | 117      | 3              |
| Argentina (bandiera) | Marco Trungelliti       | 130      | 4              |
| Italia (bandiera)    | Stefano Travaglia       | 144      | 5              |
| Italia (bandiera)    | Simone Bolelli          | 151      | 6              |
| Spagna (bandiera)    | Daniel Gimeno Traver    | 155      | 7              |
| Italia (bandiera)    | Gianluigi Quinzi        | 157      | 8              |

- 1 Rankings al 24 Settembre 2018.

### Altri partecipanti
I seguenti giocatori hanno ricevuto una wild card per il tabellone principale:
- Enrico Dalla Valle
- Giovanni Fonio
- Julian Ocleppo
- Andrea Pellegrino

I seguenti giocatori sono passati dalle qualificazioni:
- Francesco Forti
- Kevin Krawietz
- Gianluca Mager
- Jelle Sels

I seguenti giocatori sono entrati in tabellone come lucky loser:
- Zizou Bergs
- João Menezes

## Campioni

### Singolare
Pablo Andújar ha sconfitto in finale  Marco Trungelliti con il punteggio di 7-5, 6-3.

### Doppio
Rameez Junaid /  David Pel hanno sconfitto in finale  Filippo Baldi /  Salvatore Caruso con il punteggio di 7-5, 3-6, 10-7.